# 朱寶奎
朱寶奎（1861年—1926年），字宗魁，號子文，清末江蘇陽湖縣（今常州市武進區）人。

## 生平
1874年，朱寶奎被選為第三批留美幼童，後就學耶魯大學電氣專業。
光緒七年（1881年）朱寶奎回國，經由盛宣懷舉薦，加入新政，任上海電報局總辦、滬寧鐵路總辦和外務部右丞等職；後來，朱與袁世凱、奕劻結交，得郵傳部左侍郎之職。時值丁未黨爭，岑春煊欲鬥爭袁世凱、奕劻，甫任郵傳部尚書即面見慈禧太后彈劾朱寶奎，稱朱鑽營貪腐，行賄得職，“實羞與為伍”；同日，朱寶奎即以“聲名狼藉、操守平常”的罪名被罷官。返鄉後，朱熱心公益，在家鄉捐資設學造路。